# 漢語神學
汉语神学廣義上指以漢語爲敍述載體的基督宗教學術論文或著作，狹義上指二十世紀八十年代末以來，中國大陸學者基于人文社會學界对基督信仰的神学研究。

## 廣義
廣義的漢語神學由何光滬教授提出，不論撰者的國籍或地域，凡以漢語爲敍述載體的基督宗教學術論文或著作，一律統稱爲漢語神學。其中作者的生存經驗和文化資源逐構成其神學的獨特原素。神學在這裏則專指基督教神學。由此而言，漢語神學可遠至唐朝景教算起，包含一切由古代和現代漢語所寫成有關基督信仰的著作。第一批漢語神學的作品可以推算至一千三百多年前由敍利亞人景教長老阿羅本以漢語撰成的景教碑文典。

## 狹義
狹義的漢語神學則是指自二十世紀八十年代末以來，在中國大陸湧現的對基督教研究有興趣以至崇尚基督信仰的學者群體，他們立足于人文社會學界而專注於基督信仰的研究，發展出有別于教會傳統的漢語神學。其中以劉小楓提出的芻議最爲人關注討論。從「漢語基督教文化研究所」倡導的狹義漢語神學強調此新神學不是中國神學的全部，只是中國神學衆多形態之一。狹義漢語神學的處境是中國大陸人文學界，它研究內容和生存空間都是以大陸人文學界爲依歸。

### 狹義的漢語神學與教會神學之關係
狹義“漢語神學”的生存形態與中國教會在上世紀二十年代提出的“本色神學”，以及隨後在不同華人地區提出的“華人神學”、“處境神學”、“本土神學”、“鄉土神學”等都有明顯的不同，甚至在與東亞地區同樣深受中國儒佛影響的日本和韓國所提出的“水牛神學”或“民眾神學”進行比較時，也有明顯的迥異之處，其中至爲關鍵是上述所有不同類型的神學都是來自相關地域的“教會群體”。
通常論及神學，中西方的教會神學家無論開放或保守都強調神學必須來自教會，爲了教會和服務社會。但狹義漢語神學的一個最重要的特徵就是它來自中國人文學界，爲了中國人文學界，在面向人文學界的同時，也面向教會和社會。由於這種特徵，狹義漢語神學的關注點、發展過程以及議題，必然與西方神學傳統存在著顯著的差異。
但狹義的漢語神學並不排斥教會神學及其多元傳統，相反地，它樂於與不同的教會神學和傳統對話，以豐富大陸學人對基督宗教多元傳統的認識。狹義的漢語神學與傳統神學差異之處在于，它起源於中國學界，生成及生存於中國學界，其結果將與教會神學一樣有益於社會、中國教會和普世教會。

### 狹義漢語神學的特徵

#### 人文性
狹義漢語神學既然是發軔于中國人文學界，其生存形態自然以中國人文學界爲依歸。大部份漢語神學運動的學人主體，並不是要尋找信仰的家園，而是把基督宗教作爲新知識體系來探究和學習。其中一部份學者帶著自己的問題意識在基督教思想中尋找資源以建構自身的學術體系；也有人相信中國文化在面對現代化和全球化的衝擊下，有必要吸收外來的基督教思想資源，從而促成中國學術與西方學術的交融。因此，中國學者致力於從人文精神和多學科的角度探討基督教思想和基督教神學，並促成漢語神學成爲中國學術傳統的組成部份，與中國傳統文化（儒、道、佛）和當代文化（馬克思主義和當代思潮）並駕齊驅。另一方面，隨着時代的變遷，十多年後的今天，在新生代的漢語神學人中也不乏認信者，但參與者的認信身份並沒有也沒有需要去改變立足於人文學界的漢語神學之學術規範與準繩。

#### 跨宗派和跨教派性
狹義漢語神學不從屬某一個宗派或教派，它的立足點是歷代基督宗教的思想和神學資源，內含猶太基督教、天主教、東正教和新教。由於中國大陸的基督教研究學人通常不以隸屬於某一教派（如天主教、東正教、新教）或宗派（如聖公宗或改革宗）爲研究目的。他們對基督教研究的範圍不在乎該課題是否合乎不同教派或宗派的“正統”與否，他們只關心該研究是否與其學科有所關聯和有益。因此，他們的研究領域可以遠及古代西亞研究、猶太教、天主教、東正教、新教等不同神學領域。這種研究訴求亦無意中跨越了向來深受西方神學主導的華人神學研究，同時又促進基督教神學與其他人文學科進行的科際整合。

#### 跨文化性
顧名思義，漢語神學是由漢語思想和基督宗教思想所組成，中西方宗教文化的交流和整合就構成漢語神學的活力，其中雙向性的翻譯、詮釋、吸納和創造是生生不息的。

## 漢語神學的發展
自1995年發展至今，已經從最初的以文、史、哲爲起點，擴展至聖經研究、實證研究，並致力於發展自身的公共性。同時因應中國社會的急速發展，宗教和社會的互動關係日益密切，漢語神學的實踐性議題將逐步呈現，一個更趨多元、開放和實踐的漢語神學在朦朧中漸見清晰。

## 外部連結
- 漢語基督教文化研究所 （页面存档备份，存于）